# 变迁系统
在计算机科学和控制理论中，“变迁系统”用数学的方法描述离散系统的行为。变迁系统主要由“状态”和状态之间的“状态迁移”组成。
有标号的变迁系统可以从已定义的标签集合中选择相应标签来标记状态迁移，而且相同的标签可能被应用在多个状态迁移上。
变迁系统也可以是无标记的，此时也可以认为标签集合中只有单一标签元素，从而省略了状态迁移上的标签记号。
变迁系统在数学定义上和有向图一致，但与有限状态自动机有一定不同。
变迁系统的特点有：
- 系统状态的集合不一定是有限的或可数的；
- 状态迁移的集合不一定是有限的或可数的；
- 变迁系统并不需要给出“开始”状态或“最终”状态；
- 变迁系统可以表示为有向图，有限状态自动机则不能。